# Shimane Maru (lớp tàu sân bay)
Lớp tàu sân bay Shimane Maru gồm những tàu sân bay hộ tống mà Lục quân Đế quốc Nhật Bản dự định đưa ra hoạt động trong Chiến tranh Thế giới thứ hai.

## Thiết kế và chế tạo
Lớp tàu này bao gồm hai chiếc tàu chở dầu được Lục quân Nhật Bản cải biến một cách tối thiểu thành tàu sân bay hộ tống nhằn cung cấp sự bảo vệ trên không tối thiểu cho các đoàn tàu vận tải. Việc cải biến bao gồm trang bị một sàn đáp suốt chiều dài con tàu, một sàn chứa nhỏ và một thang nâng duy nhất; trong khi không có đảo cấu trúc thượng tầng hay máy phóng. Thay đổi duy nhất khác là ống thoát khí của nồi hơi được dẫn ra phía sau bên mạn phải.
Người ta đã cân nhắc đến việc cải biến thêm bốn chiếc tàu nữa, nhưng đã không được thực hiện. Những chiếc trong lớp hoạt động dưới sự chỉ huy của Lục quân, chở theo máy bay của Lục quân. Cho dù cả hai chiếc đã được hạ thủy, chỉ có một chiếc hoàn tất, và không có chiếc nào thực sự được bố trí hoạt động trước khi bị phá hủy.

## Lịch sử hoạt động
Cả hai chiếc trong lớp đều được chế tạo bởi Kawasaki. Shimane Maru được hoàn tất vào ngày 28 tháng 2 năm 1945, nhưng sau đó bị máy bay Anh đánh hỏng ngày 24 tháng 7 năm 1945. Otakisan Maru được hạ thủy ngày 14 tháng 1 năm 1945, nhưng chỉ mới hoàn tất được 70% khi nó trôi vào một bãi mìn và bị đánh chìm ngày 25 tháng 8 năm 1945. Cả hai chiếc đều bị tháo dỡ vào năm 1948.

## Những chiếc trong lớp
| Tàu           | Đặt lườn            | Hạ thủy              | Hoạt động           | Số phận                        |
| Shimane Maru  | 8 tháng 6 năm 1944  | 17 tháng 12 năm 1944 | 28 tháng 2 năm 1945 | Bị tháo dỡ tại Naniwa năm 1948 |
| Otakisan Maru | 18 tháng 9 năm 1944 | 14 tháng 1 năm 1945  |                     | Bị tháo dỡ tại Kobe năm 1948   |